# The Last Word (2008)
The Last Word ist eine US-amerikanische Filmkomödie aus dem Jahr 2008. Regie führte Geoffrey Haley, der auch das Drehbuch schrieb.

## Handlung
Der Schriftsteller Evan Merck verdient seinen Lebensunterhalt, indem er für Menschen, die Selbstmord begehen wollen, deren Abschiedsbriefe verfasst. Er besucht später die Begräbnisse seiner Kunden. Merck lernt Charlotte Morris, die Schwester eines seiner Kunden, kennen. Sie ist von ihm fasziniert.
Morris und Merck beginnen eine Liebesbeziehung. Der Schriftsteller versucht, seine Geschäftstätigkeit vor Morris geheim zu halten.

## Kritiken
Die Organisatoren des Sundance Film Festivals schrieben, der Film sei eine „urkomisch schwarze romantische Komödie“. Er sei „überraschend berührend“, schrullig, charmant und auf eine boshafte Art intelligent. Der Film thematisiere Verlust, Erlösung und das Bedürfnis, etwas zu hinterlassen. Die Chemie zwischen den Hauptdarstellern sei vorhanden.

## Auszeichnungen
Der Film nahm am Sundance Film Festival als Wettbewerbsbeitrag teil, wodurch Geoffrey Haley für den Großen Jurypreis nominiert wurde.

## Hintergründe
Der Film wurde in Los Angeles gedreht. Seine Weltpremiere fand am 19. Januar 2008 auf dem Sundance Film Festival statt.